# Securidaca sylvestris
Securidaca sylvestris är en jungfrulinsväxtart som beskrevs av Schlecht.. Securidaca sylvestris ingår i släktet Securidaca och familjen jungfrulinsväxter. Inga underarter finns listade i Catalogue of Life.